# المعهد الكاثوليكي في باريس
المعهد الكاثوليكي في باريس ( الفرنسية Institut Catholique de Paris ) (اللاتينية Univetsitas catholica parisiensis) وتختصر ب(ICP). هي جامعة خاصة في باريس في فرنسا، أنشئت عام 1875 تحت اسم ( Université Catholique de Paris : الجامعة الكاثوليكية في باريس) من قبل موريس لو ساج دوتيروش دولست.

## نبذة
تقدم الجامعة درجة الليسانس والماستر والدكتوراة في كليات مختلفة. Faculté de Théologie (كلية أصول الأديان) هي معهد أسقفي معه الإذن لتدريس الرجال للكهنوت الكاثوليكي. Faculté de Lettres (كلية الآداب) هي مدرسة للعلوم الإنسانية دون تحديد اتجاه ديني. خلال الصيف يفتح المعهد كلية الآداب للطلاب الدوليين لمدة شهر.
أغلب الدرجات وشهادات الدبلوم الممنوحة من قبل الجامعة الكاثوليكية في باريس مرخصة من الدولة، والجامعة معتمدة لإصدارهم من قبل وزارة التعليم. الدرجات الكنسية مصدرة باسم الكرسي الرسولي هم نتيجة لدورة محددة للدراسة في الكلية الكنسية، مثل اللاهوت والقانون الكنسي.

## المعرض

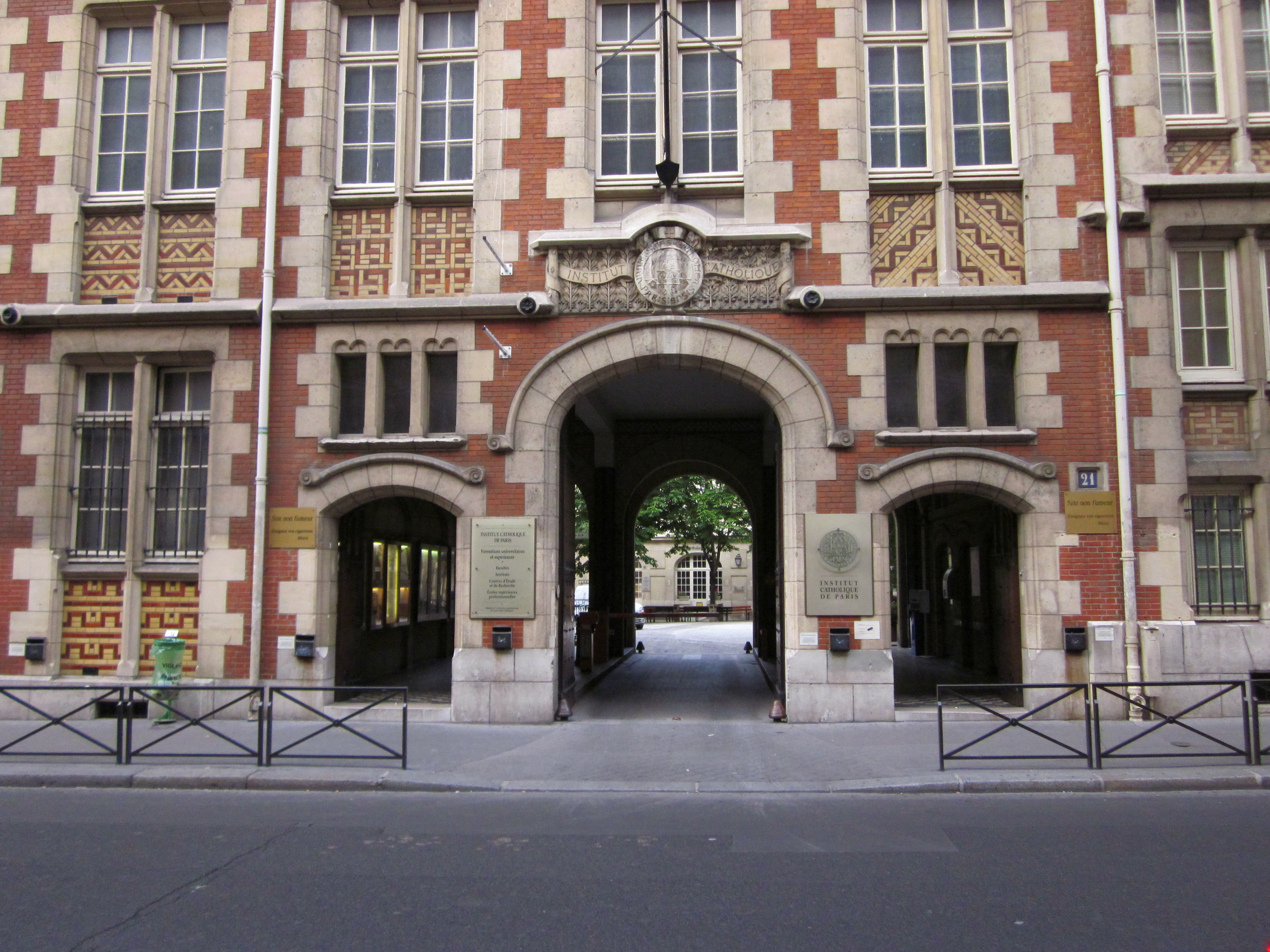
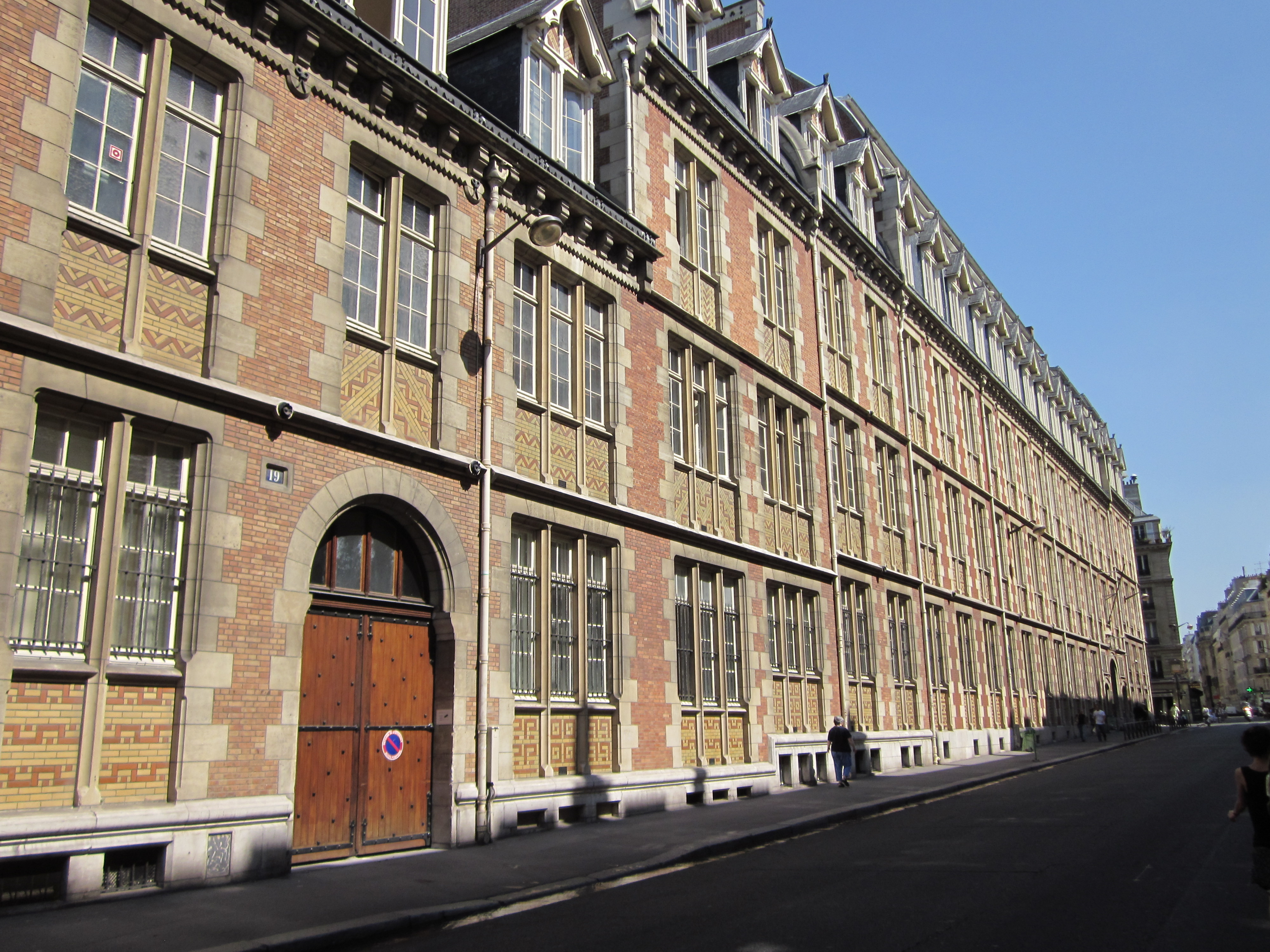
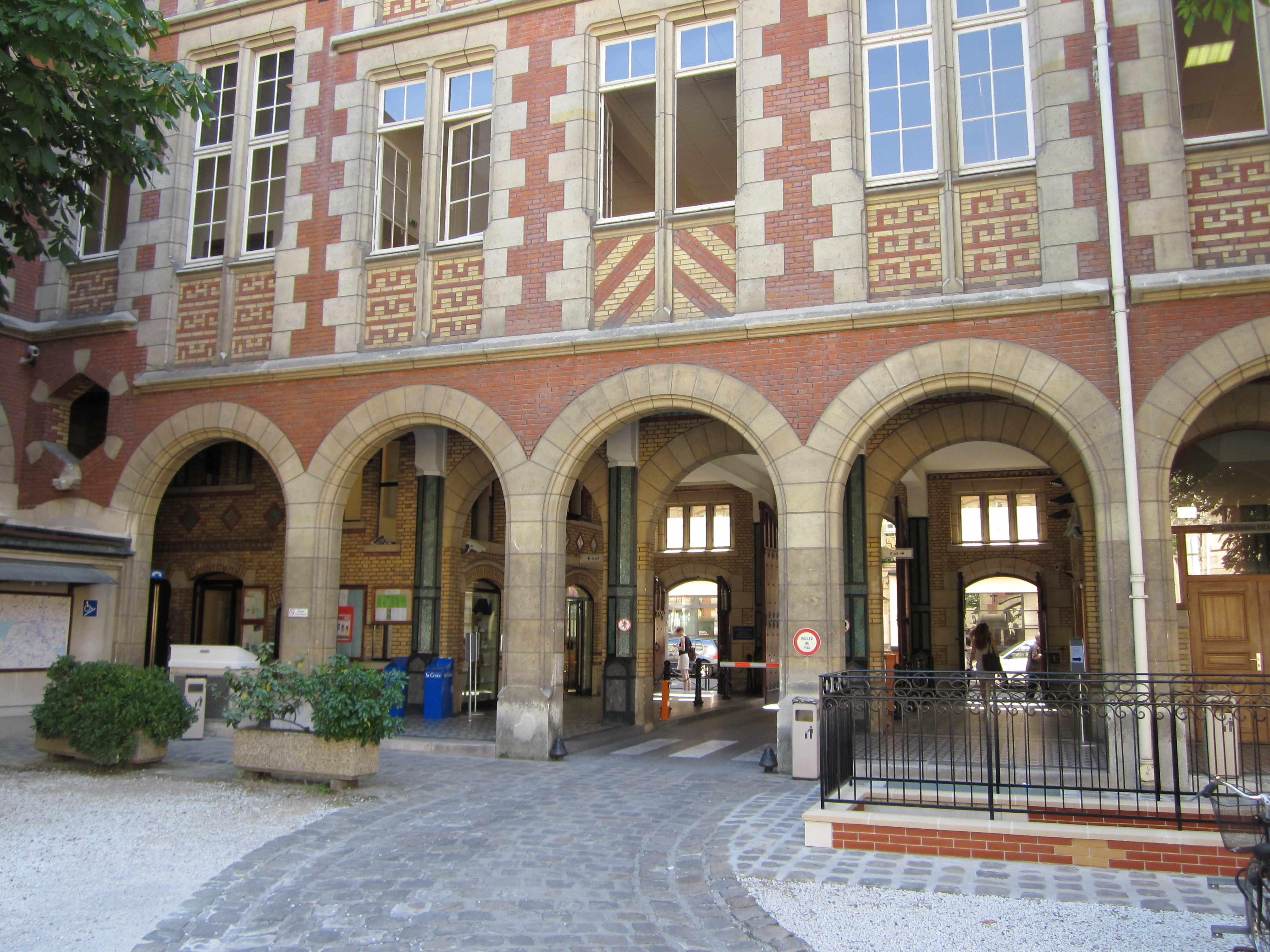
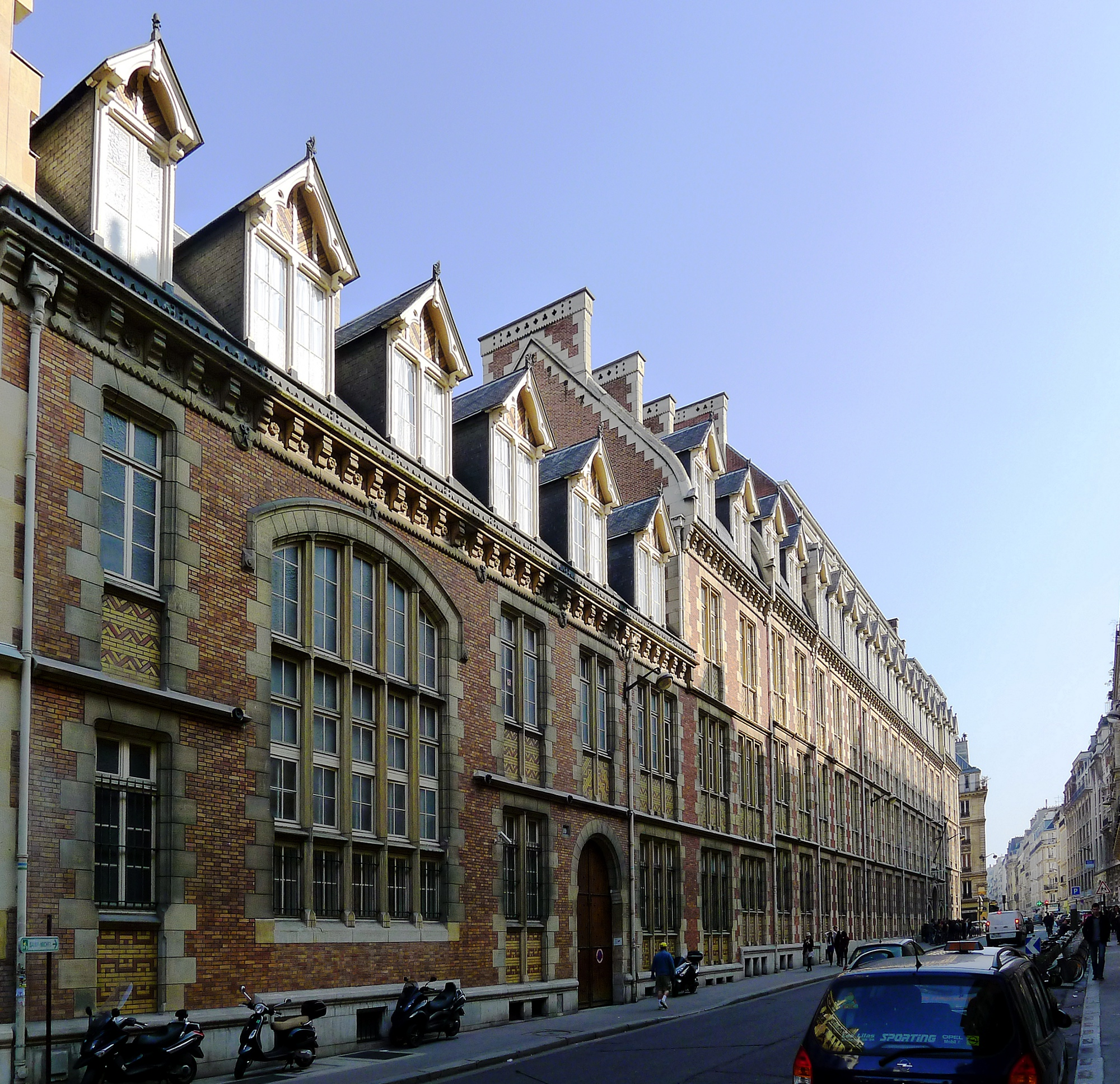